# Sainte-Euphémie (Ain)
Sainte-Euphémie és un municipi francès situat al departament de l'Ain i a la regió d'Alvèrnia-Roine-Alps. L'any 2007 tenia 1.362 habitants.

## Demografia

### Població
El 2007 la població de fet de Sainte-Euphémie era de 1.362 persones. Hi havia 457 famílies de les quals 66 eren unipersonals (31 homes vivint sols i 35 dones vivint soles), 117 parelles sense fills, 243 parelles amb fills i 31 famílies monoparentals amb fills.
La població ha evolucionat segons el següent gràfic:
Habitants censats

### Habitatges
El 2007 hi havia 495 habitatges, 463 eren l'habitatge principal de la família, 12 eren segones residències i 20 estaven desocupats. 450 eren cases i 43 eren apartaments. Dels 463 habitatges principals, 409 estaven ocupats pels seus propietaris, 51 estaven llogats i ocupats pels llogaters i 3 estaven cedits a títol gratuït; 2 tenien una cambra, 15 en tenien dues, 35 en tenien tres, 116 en tenien quatre i 294 en tenien cinc o més. 412 habitatges disposaven pel capbaix d'una plaça de pàrquing. A 149 habitatges hi havia un automòbil i a 302 n'hi havia dos o més.

### Piràmide de població
La piràmide de població per edats i sexe el 2009 era:
| Homes | Edats   | Dones |
| ----- | ------- | ----- |
| 0     | 95 o +  | 0     |
| 0     | 90 a 94 | 0     |
| 0     | 85 a 89 | 0     |
| 4     | 80 a 84 | 4     |
| 12    | 75 a 79 | 16    |
| 12    | 70 a 74 | 16    |
| 8     | 65 a 69 | 16    |
| 28    | 60 a 64 | 8     |
| 4     | 55 a 59 | 32    |
| 60    | 50 a 54 | 32    |
| 56    | 45 a 49 | 64    |
| 32    | 40 a 44 | 32    |
| 60    | 35 a 39 | 68    |
| 40    | 30 a 34 | 44    |
| 24    | 25 a 29 | 36    |
| 44    | 20 a 24 | 36    |
| 56    | 15 a 19 | 32    |
| 56    | 10 a 14 | 40    |
| 68    | 5 a 9   | 64    |
| 24    | 0 a 4   | 52    |

## Economia
El 2007 la població en edat de treballar era de 922 persones, 692 eren actives i 230 eren inactives. De les 692 persones actives 661 estaven ocupades (343 homes i 318 dones) i 31 estaven aturades (13 homes i 18 dones). De les 230 persones inactives 70 estaven jubilades, 112 estaven estudiant i 48 estaven classificades com a «altres inactius».

### Ingressos
El 2009 a Sainte-Euphémie hi havia 489 unitats fiscals que integraven 1.467,5 persones, la mediana anual d'ingressos fiscals per persona era de 22.584 €.

### Activitats econòmiques
Dels 53 establiments que hi havia el 2007, 1 era d'una empresa alimentària, 1 d'una empresa de fabricació de material elèctric, 6 d'empreses de fabricació d'altres productes industrials, 11 d'empreses de construcció, 7 d'empreses de comerç i reparació d'automòbils, 6 d'empreses de transport, 4 d'empreses d'hostatgeria i restauració, 2 d'empreses d'informació i comunicació, 1 d'una empresa immobiliària, 8 d'empreses de serveis, 2 d'entitats de l'administració pública i 4 d'empreses classificades com a «altres activitats de serveis».
Dels 14 establiments de servei als particulars que hi havia el 2009, 2 eren tallers de reparació d'automòbils i de material agrícola, 1 paleta, 1 guixaire pintor, 2 fusteries, 1 electricista, 1 empresa de construcció, 1 perruqueria, 4 restaurants i 1 saló de bellesa.
Dels 3 establiments comercials que hi havia el 2009, 1 era una botiga de menys de 120 m², 1 una peixateria i 1 una botiga de roba.
L'any 2000 a Sainte-Euphémie hi havia 5 explotacions agrícoles.

## Equipaments sanitaris i escolars
L'únic equipament sanitari que hi havia el 2009 era una farmàcia.
El 2009 hi havia una escola elemental.

## Poblacions més properes
El següent diagrama mostra les poblacions més properes.